# فلورنسا هيرفيه
فلورنسا هيرفيه (بالفرنسية: Florence Hervé)‏ هي كاتِبة وصحفية ألمانية وفرنسية، ولدت في 17 أبريل 1944 في باريس في فرنسا.